# Аллардт (Теннессі)
Аллардт (англ. Allardt) — місто (англ. city) в США, в окрузі Фентресс штату Теннессі. Населення — 555 осіб (2020).

## Географія
Аллардт розташований за координатами 36°22′50″ пн. ш. 84°52′52″ зх. д. / 36.38056° пн. ш. 84.88111° зх. д. (36.380665, -84.881111).  За даними Бюро перепису населення США в 2010 році місто мало площу 10,09 км², уся площа — суходіл.

## Демографія
Згідно з переписом 2010 року, у місті мешкали 634 особи в 273 домогосподарствах у складі 188 родин. Густота населення становила 63 особи/км².  Було 331 помешкання (33/км²).
Расовий склад населення:
| - 99,7 % — білих |

До двох чи більше рас належало 0,3 %. Частка іспаномовних становила 0,2 % від усіх жителів.
За віковим діапазоном населення розподілялося таким чином: 20,5 % — особи молодші 18 років, 59,6 % — особи у віці 18—64 років, 19,9 % — особи у віці 65 років та старші. Медіана віку мешканця становила 47,0 року. На 100 осіб жіночої статі у місті припадало 91,0 чоловіків;  на 100 жінок у віці від 18 років та старших — 84,6 чоловіків також старших 18 років.
Середній дохід на одне домашнє господарство  становив 49 419 доларів США (медіана — 39 145), а середній дохід на одну сім'ю — 50 824 долари (медіана — 49 375). Медіана доходів становила 32 292 долари для чоловіків та 32 118 доларів для жінок. За межею бідності перебувало 23,2 % осіб, у тому числі 40,8 % дітей у віці до 18 років та 7,6 % осіб у віці 65 років та старших.
Цивільне працевлаштоване населення становило 267 осіб. Основні галузі зайнятості: освіта, охорона здоров'я та соціальна допомога — 26,2 %, роздрібна торгівля — 13,1 %, виробництво — 10,9 %, оптова торгівля — 9,0 %.